# Mireille Ballestrazzi

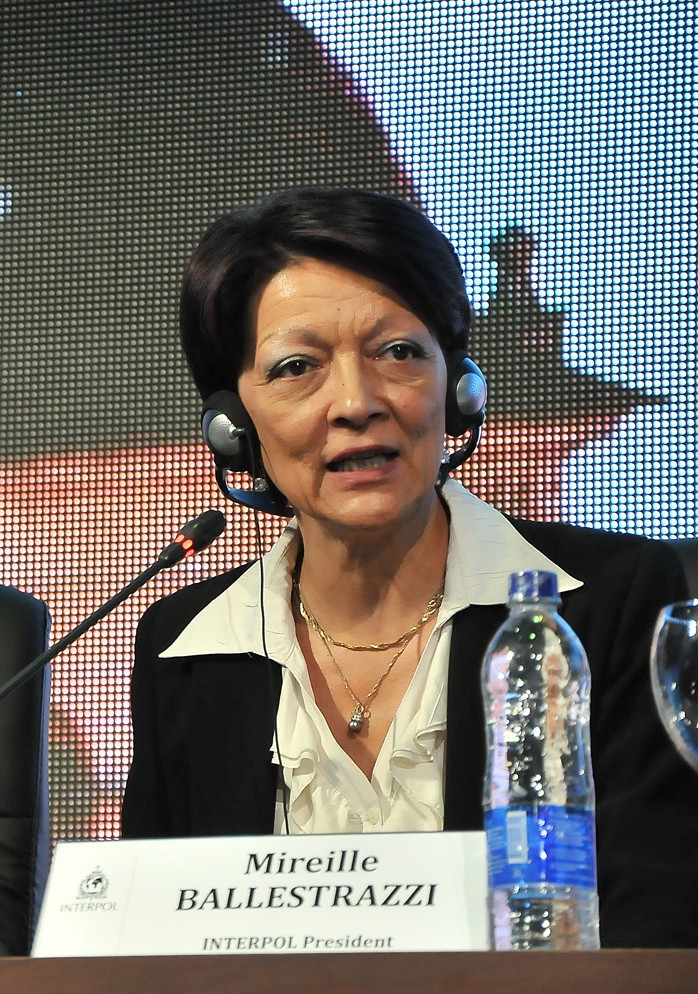
Mireille Ballestrazzi, 2013

Mireille Ballestrazzi (* 2. September 1954 in Orange) ist eine französische Polizistin. Sie war von 2012 bis 2016 Präsidentin der internationalen Polizeiorganisation Interpol. In dieser Position war sie die erste Frau und die zweite Person aus Frankreich nach Ivan Barbot (1988–1992).

## Leben
Ballestrazzi studierte nach ihrem Philologiestudium zusätzlich an der École nationale supérieure de la police (ENSP) und erzielte Ende der 1970er bei der Bekämpfung des organisierten Verbrechens von Bordeaux ihren ersten beruflichen Erfolg als Ermittlerin. Später leitete sie die Ermittlungsstelle für Kunstraub (Office central de répression des vols d’objet d’art). Bekannt wurde sie auch 1993 als Kriminalpolizeichefin Korsikas, als die Insel als Verbrechensbrennpunkt wahrgenommen wurde. 2010 wurde sie stellvertretende Direktorin der französischen Kriminalpolizei (Police judiciaire) und Vizepräsidentin der Interpol. Seit dem 8. November 2012 war sie als Nachfolgerin von Khoo Boon Hui Präsidentin von Interpol. Im November 2016 folgte ihr Meng Hongwei, zum Zeitpunkt seiner Wahl Vizeminister für öffentliche Sicherheit in der VR China, im Präsidentenamt nach.

## Ehrungen
- 2013: Kommandant der Ehrenlegion (Ernennung zum Offizier 2008)[4]
- 2015: Kommandeur des Ordre des Arts et des Lettres[5]
- 2016: Großoffizier des Ordre national du Mérite (Ernennung zum Ritter 1995)[6]